# Vulpes vulpes barbara
Vulpes vulpes barbara es una subespecie de  mamíferos carnívoros  de la familia Canidae.

## Distribución geográfica
Se encuentra al noroeste de África.